# Fallablemma castaneum
Fallablemma castaneum là một loài nhện trong họ Tetrablemmidae.
Loài này thuộc chi Fallablemma. Fallablemma castaneum được Marples miêu tả năm 1955.